# Rádio Liderança FM
Rádio Liderança FM (também conhecida como Rede Liderança Sat ou Rede Liderança de Rádios) é uma rede de rádios brasileira com sediada em Fortaleza, capital do Estado do Ceará. Foi lançada originalmente no dia 22 de dezembro de 2004, com o início das atividades da Liderança FM Fortaleza, na frequência operada pelo Grupo Cidade de Comunicação. As transmissões como uma emissora de rede foram iniciadas em 2006.

## Histórico
A Rede Liderança Sat tem início em 2004, com o lançamento da Liderança FM Fortaleza sob iniciativa dos empresários Alexandre Gontijo, dono da Dual Promoções e Eventos e dos Alimentos 101, e Ubirajara Augusto Borges Neto, dono da Social Music, em concessão arrendada do Grupo Cidade de Comunicação. Em pouco tempo no ar, a emissora se tornou um sucesso em audiência.
A partir de 2006, a Liderança FM inicia um projeto para se tornar uma emissora de rede, com foco na programação popular. A rádio ganhou a nomenclatura Rede Liderança Sat, mas optou-se por não incluir em sua identificação para não passar uma imagem de emissora de fora, e não local. A presente rede de rádios iniciou sua expansão no dia 22 de abril de 2006, quando estreia em Jaguarari na Bahia. Em seguida para os estados do Ceará, Piauí e Maranhão.
Em 2011, implantou suas primeiras afiliadas fora do Nordeste. As três emissoras se situam no Rio Grande do Sul, nas regiões do Alto Uruguai, Serra Gaúcha e Litoral Norte, porém, em fevereiro de 2012, as mesmas saíram do ar, por não cumprirem todas as determinações contratuais e padrão da rede, o que tornou o resultado de programação e produto ineficientes e, consequentemente, não gerou audiência e não obteve boa receptividade do público. Em 2013, alguns locutores que estavam na FM 92, emissora diretamente ligada ao Grupo Cidade, foram transferidos para a rádio após o fim do projeto.
Em 28 de abril de 2017, a rede deixa de ser transmitida para a Grande Fortaleza. Através de nota de esclarecimento publicada no dia 4 de maio, a rádio afirmou que teve o sinal interceptado "sem nenhum aviso prévio ou comunicação" e que estavam empenhados em buscar uma solução para seu restabelecimento. A nota também cita que o contrato de afiliação para transmissão em FM 89,9 MHz havia sido renovado com o Grupo Cidade de Comunicação em 2014 por mais 5 anos. A frequência passou a abrigar a 89 FM. Após o ocorrido, Alexandre Gontijo deixa a sociedade mantenedora da rádio e é substituído pelos locutores Tony de Sá e Jean Nunes, passando a ser sócios junto com Ubirajara Augusto Borges Neto, ao mesmo tempo em que os locutores diretamente ligados ao Grupo Cidade deixaram a emissora. 
Em 5 de junho, a emissora volta a ser sintonizada na Grande Fortaleza pela FM 94,3 MHz, outorgada em São Gonçalo do Amarante e concessionada à TS Eventos.
Em 27 de outubro de 2024 a Liderança FM teve sua programação substituída pela da Sol FM, um projeto da TS Eventos, proprietária da frequência.